# Stenus fossulatus
Stenus fossulatus är en skalbaggsart som beskrevs av Wilhelm Ferdinand Erichson 1840. Stenus fossulatus ingår i släktet Stenus, och familjen kortvingar. Arten är reproducerande i Sverige.

## Bildgalleri

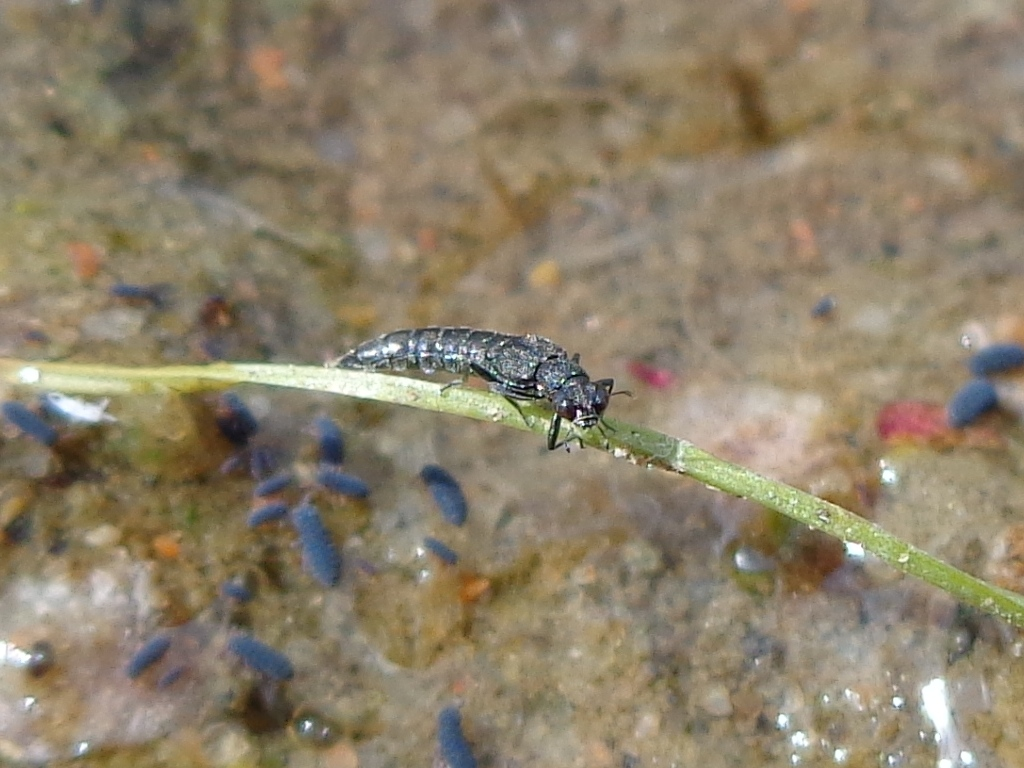